# Verts de Serbie
Les Verts de Serbie (en serbe cyrillique : Зелени Србије ; en serbe latin : Zeleni Srbije ; en abrégé : ZS) sont un parti politique écologiste serbe fondé en 2007. Il a son siège à Belgrade et est présidé par Ivan Karić.

## Activités électorales
Lors des élections législatives serbes de 2012, les Verts de Serbie participent à la coalition Un choix pour une vie meilleure, soutenue par le président de la République Boris Tadić et emmenée par Dragan Đilas, le président du Parti démocrate (DS). Ivan Karić est en 52e position sur la liste et devient député à l'Assemblée nationale de la République de Serbie.

## Programme
Les Verts de Serbie se sont fixé plusieurs objectifs : une approche raisonnée de l'environnement et de l'écologie, la justice sociale et la solidarité, la démocratie directe, une économie fondée sur le développement durable et l'écologie, le respect de la diversité et des droits de l'Homme et la prévention de toutes les formes de violence.